# Zooid

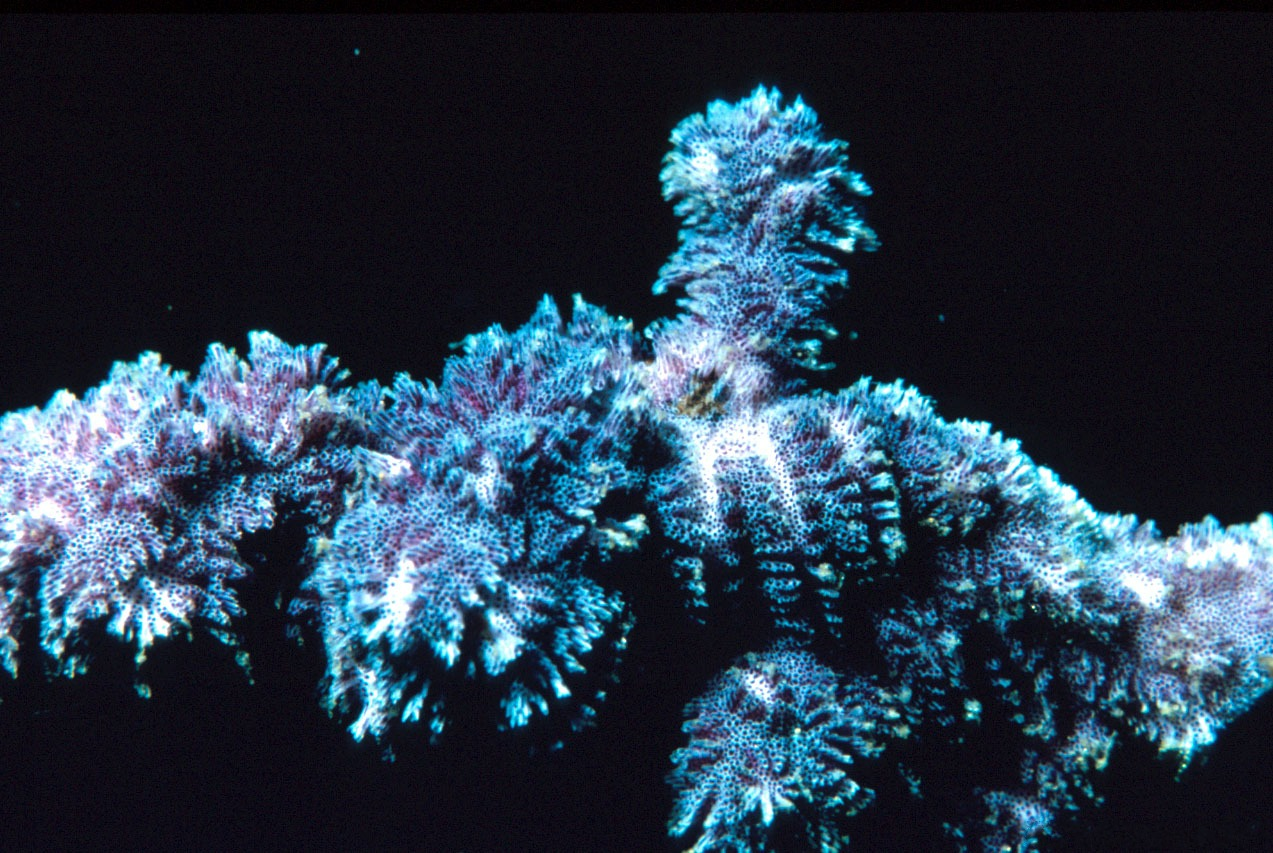
Kolonia mszywiołów złożona z wielu zooidów

Zooid – wieloznaczny termin stosowany w zoologii dla określenia pojedynczego osobnika wchodzącego w skład jakiejś struktury, np. kolonii mszywiołów lub łańcuszka wirków w procesie podziału.